# Cavino
Cavino is een plaats (frazione) in de Italiaanse gemeente San Giorgio delle Pertiche.